# Ampulheta

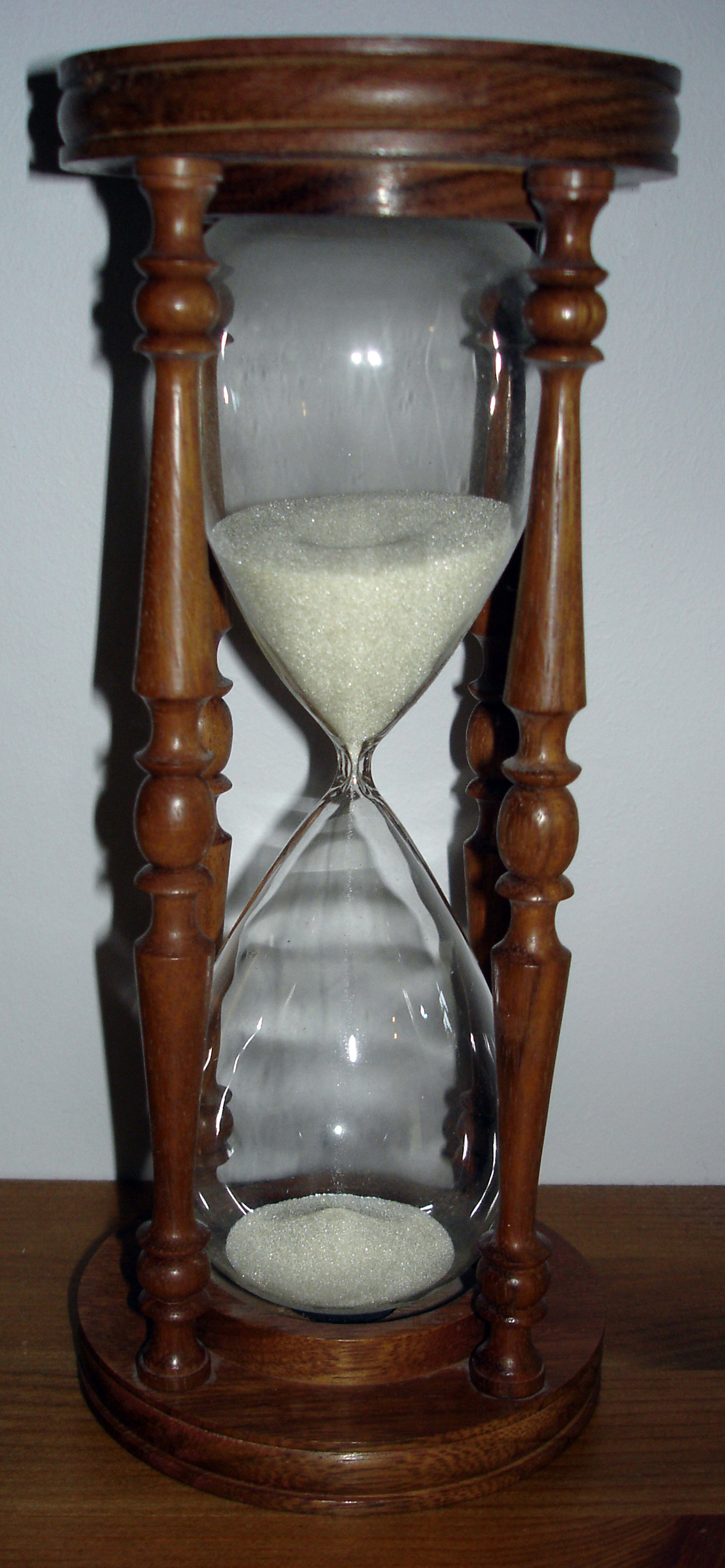
Uma ampulheta de vidro e madeira.

A ampulheta, também conhecida como relógio de areia, é um instrumento antigo usado para medir intervalos de tempo. É como o quadrante solar e a clepsidra, um dos objetos mais antigos de medir o tempo. Também é conhecida como relógio de areia. Sua invenção é atribuída ao século VIII, com um monge francês chamado Liutprand, que a teria apresentado na Catedral de Chartres .
É constituída por duas âmbulas (recipientes cónicos ou cilíndricos) transparentes que se comunicam entre si por um pequeno orifício que deixa passar uma quantidade determinada de material em pó (historicamente areia) de uma âmbula para a outra - o tempo decorrido para o material passar de uma âmbula para a outra corresponde, em princípio, sempre ao mesmo período de tempo. Fatores que podem alterar a quantidade de tempo incluem a quantidade de material, a grossura do material, e o tamanho da abertura entre âmbulas. Eram frequentemente utilizadas em navios (onde se usavam ampulhetas de meia hora), em igrejas e, no início da utilização do telefone, servia, em alguns locais, para contar o tempo despendido numa chamada (no Norte de Portugal, por exemplo, esta prática era comum em algumas casas comerciais).
Foi muito utilizada na arte para simbolizar a transitoriedade da vida. A morte, por exemplo, é muitas vezes representada como um esqueleto com uma foice numa das mãos e uma ampulheta na outra.
O nome vem do romano ampulla (redoma).

## Evolução e uso
- Antiguidade

Acredita-se que os primeiros dispositivos para medir o tempo, como clepsidras (relógios de água), já existiam no Egito e na Babilônia por volta de 1500 a.C..
- Idade Média

As ampulhetas ganharam popularidade na Europa durante a Idade Média, sendo utilizadas para diversas atividades, como navegação marítima e liturgia religiosa. Monges e padres as usavam para marcar o tempo de orações e tarefas diárias..
- Expansão Marítima

Durante as Grandes Navegações, as ampulhetas se tornaram essenciais para medir a duração das viagens, sendo utilizadas em grande escala nos navios. Ao combinar a velocidade da embarcação com o tempo medido pela ampulheta, os navegadores podiam estimar a distância percorrida, auxiliando no planejamento das rotas e na localização aproximada da embarcação. . As ampulhetas eram usadas para marcar intervalos de tempo, geralmente de meia em meia hora, e o seu virar era acompanhado de um sinal sonoro, permitindo que a tripulação soubesse quando virar a embarcação e manter o rumo. 

## Utilização da Ampulheta no Mundo Contemporâneo
Na vida contemporânea, as ampulhetas transcenderam seu papel histórico como instrumentos de navegação e tornaram-se objetos multifuncionais, valorizados tanto por sua praticidade quanto por seu apelo estético. Em cozinhas, ampulhetas pequenas são frequentemente utilizadas como temporizadores digitais na cozinha, terapias de relaxamento, jogos de tabuleiro e até mesmo como objetos de decoração. .
muitos profissionais e estudantes adotam as ampulhetas para apoiar técnicas de produtividade, como o método Pomodoro, dividindo as sessões de trabalho ou estudo em intervalos focados. O fluxo constante da areia proporciona um estímulo visual que ajuda os usuários a manterem a concentração e a organização, sem a interrupção de alarmes sonoros.
As utilizações modernas reforçam a relevância contínua da ampulheta como objeto funcional e simbólico em um mundo cada vez mais digital.